# 番子寮 (屏東縣)
番子寮，原寫為番仔藔，是臺灣屏東縣長治鄉的一個傳統地域名稱，位於該鄉東北部。相較於今日行政區，其範圍大致包括繁榮村東大半部、德協村東南端、德成村東部、復興村東南半部不含南側凸出部分、榮華村西北半部不含其最西端、繁華村不含東北端、繁隆村、繁昌村，另外還包括鹽埔鄉的久愛村南部邊界地帶、高朗村南部東側凸出部分，以及瑪家鄉的三和村（飛地）西南部。
本地區境內主要聚落為番仔藔，設有繁華國小。

## 歷史
台灣日治初期，番子寮地區為一街庄，稱為「番仔藔庄」（舊制街庄），隸屬於港西中里。該庄昔日北與新圍庄為鄰，東北與隘藔庄為鄰，東南邊及南邊為犁頭鏢庄、番仔厝庄，西南邊為火燒庄，西邊為德協庄。
1901年（日治明治三十四年）11月11日，全台廢縣廳改設二十廳，該庄隸屬於阿猴廳。1904年（明治三十七年）4月15日，該庄編入「麟洛區」，隸屬於阿猴廳。1905年（明治三十八年）4月1日，阿猴廳改稱「阿緱廳」。1909年（明治四十二年）10月25日，全台合併二十廳為十二廳，麟洛區仍隸屬於阿緱廳。1920年（大正九年）10月1日，全台地方制度大改正，廢十二廳改設五州二廳，該庄改制並雅化為「番子寮」大字，隸屬於高雄州屏東郡長興庄（新制街庄）。
戰後長興庄改制為長興鄉，隸屬於高雄縣，大字亦改制為村。1946年（民國35年）4月，長興鄉劃入省轄屏東市，改制並改名為長治區，村亦改制為里。1950年（民國39年）10月1日，高、屏分治，長治區改制為長治鄉，並改隸屬於屏東縣，里亦改制為村。1951年（民國40年）4月，長治鄉拆分出麟洛鄉，本地區仍隸屬於長治鄉。

## 聚落
本地區發展較早的聚落為番仔藔，在日治初期的官方地圖上已有記載。

## 交通
國道3號又稱「福爾摩沙高速公路」，是貫穿台灣西部的兩條縱向高速公路之一，經過本地區西南部並設有平面側車道（縣道187丙線），而且在省道台24線交會處設有長治交流道。由此可快速前往國道3號沿線各地。
省道台24線是屏東至阿禮的幹道，以外環道形式繞過本地區的番仔藔聚落。由該道路西行可前往屏東市，並止於頭前溪地區的省道台3線轉角路口；東行可前往鹽埔鄉東南部、內埔鄉東北端、三地門鄉、霧台鄉等地。
縣道187丙線是過田至大埔的道路，在本地區路段為國道3號的平面側車道，經過本地區西南部。由該道路西北行可前往九如鄉東南部凸出部分、鹽埔鄉西南端、九如鄉後庄地區，並止於省道台3線路口；東南行可前往麟洛鄉東北端、內埔鄉，並止於老埤地區的縣道187號路口。
鄉道屏25線是屏北高中至繁華的道路，其南側端點（終點）位於本地區中部、番仔藔聚落的振興路路口。
鄉道屏26線是下冷水坑至黎明的道路，經過本地區的番仔藔聚落。
鄉道屏28線是洛陽至番子寮的道路，其東側端點（終點）位於本地區北部的鄉道屏25線路口。
鄉道屏40線是長興至大同市場的道路，經過本地區西南部邊界地帶。

## 學校
- 繁華國小

## 公務機關
- 屏東縣政府警察局屏東分局繁華派出所